# Асбјорн Халворсен
Асбјорн Халворсен (3. децембар 1898 — 16. јануар 1955), звани Аси, био је норвешки фудбалер, који је играо као штопер за Сарпсборг и Хамбургер. Одиграо је 19 утакмица за репрезентацију Норвешке и био је део норвешког тима који се такмичио на Летњим олимпијским играма 1920. године . Касније је био генерални секретар Норвешког фудбалског савеза, а обављао је и функцију селектора норвешке репрезентације. Сматра се архитектом норвешког „бронзаног тима“ који је завршио на трећем месту на Олимпијским играма 1936. године.